# (4128) UKSTU
(4128) UKSTU es un asteroide perteneciente al cinturón de asteroides, descubierto el 28 de enero de 1988 por Robert H. McNaught desde el Observatorio de Siding Spring, Nueva Gales del Sur, Australia.

## Designación y nombre
Designado provisionalmente como 1988 BM5. Fue nombrado UKSTU en homenaje al “United Kingdom Schmit-Telescopio Unit” cuya traducción es "Telescopio Schmidt de Reino Unido" del Observatorio Real de Edimburgo y el mismo telescopio del Observatorio de Siding Spring.